# Museo Sefardí

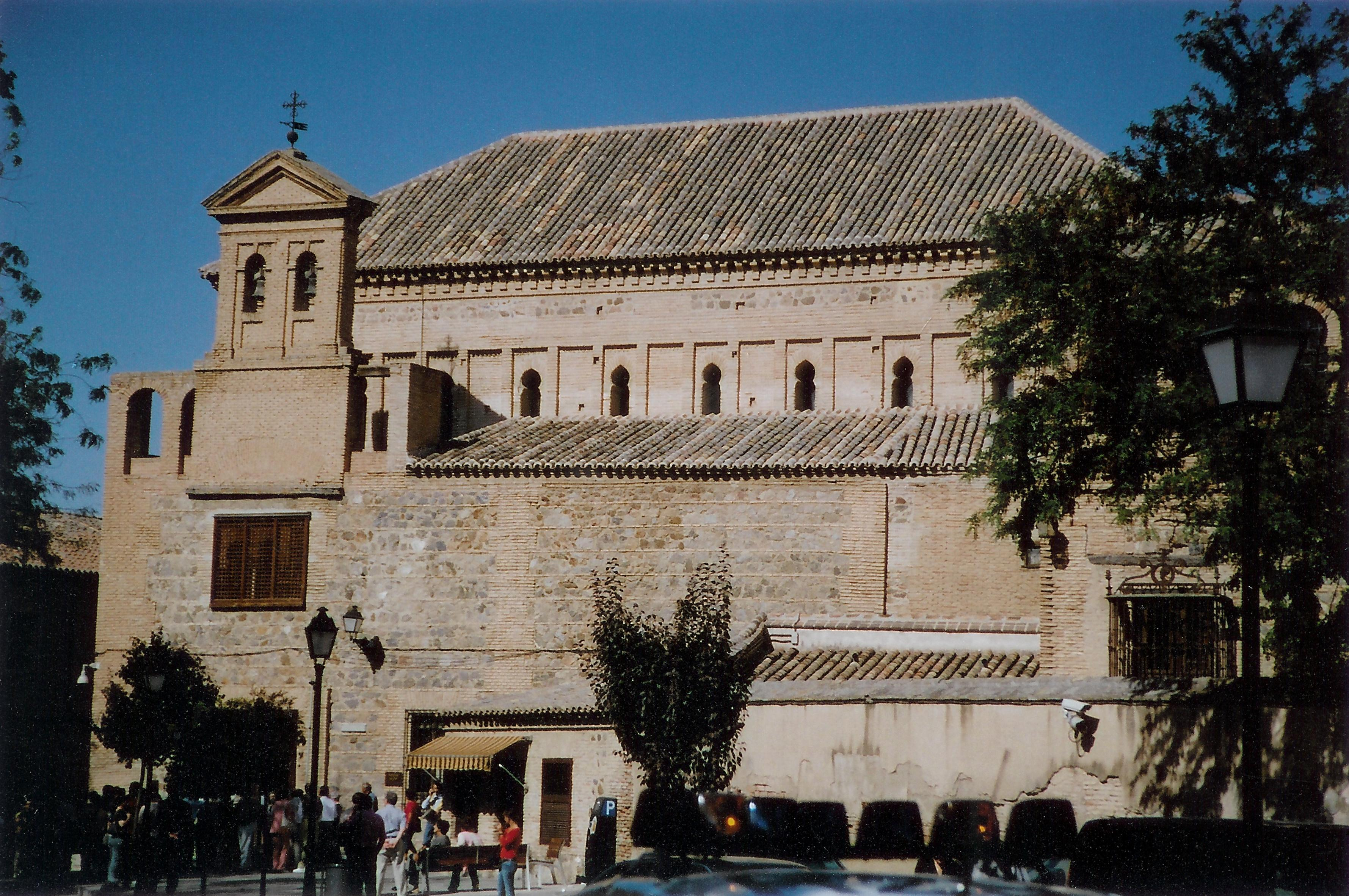
Museo Sefardí

Das Museo Sefardí in Toledo (Spanien) befindet sich im ehemaligen Kloster der Ritter von Calatrava (siehe Orden von Calatrava). Es ist in einem Anbau der Synagoge El Tránsito (Sinagoga del Tránsito) untergebracht und zeigt die Geschichte der Sepharden (Bezeichnung für Juden und ihre Nachfahren, die bis zu ihrer Vertreibung 1492 und 1513 auf der Iberischen Halbinsel lebten; sie siedelten sich nach ihrer Flucht zum größten Teil im Osmanischen Reich (Bosnien) und in Nordwestafrika (Maghreb) an.)
Ein Raum zeigt Exponate zur Geschichte, Geographie und Kultur der Juden im antiken Nahen Osten. Gezeigt werden auch liturgische Gegenstände.